# Moebelotinus
Moebelotinus is een geslacht van spinnen uit de familie hangmatspinnen (Linyphiidae).

## Soorten
De volgende soorten zijn bij het geslacht ingedeeld:
- Moebelotinus transbaikalicus (Eskov, 1989)